# 腺苷酸环化酶
腺苷酸环化酶（adenylate cyclase，adenyl cyclase，adenylyl cyclase，缩写AC），EC 4.6.1.1，系统名称为 ATP二磷酸裂解酶，是一种参与已知所有细胞调控的关键酶，位于细胞膜内侧。其催化以下反应：
腺苷三磷酸（ATP） = 3'，5'–环腺苷一磷酸 （3′,5′-cyclic AMP）+ 二磷酸（diphosphate）
这一反应通常需要镁离子的参与。
腺苷酸环化酶在几乎所有细胞中都发挥关键的调控作用。
腺苷酸环化酶是一种多系性的酶：已知六种不同的类型，它们均催化相同的反应，但是基因家族是不相关的，没有已知的序列或结构同源性。最广为人知的腺苷酸环化酶类型是 III 类或 AC-III。AC-III 广泛存在于真核生物中，在许多人体组织中发挥重要作用。

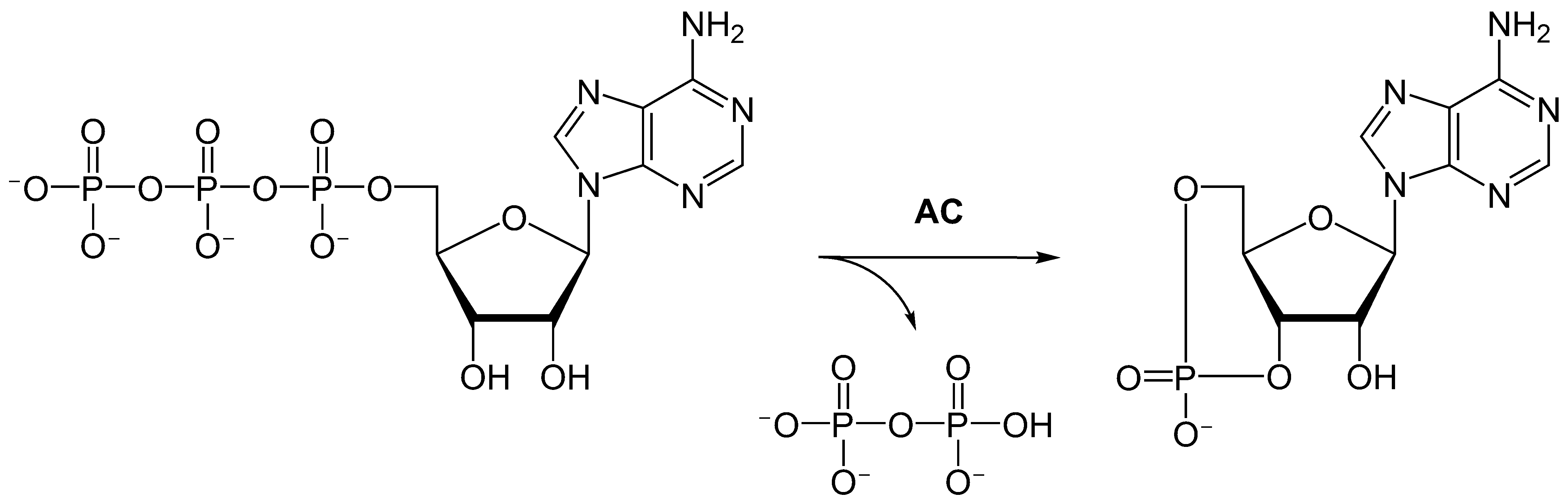
腺苷酸环化酶将ATP转化为cAMP

## 分类

### I 类
第一类腺苷酸环化酶存在于许多细菌中，包括大肠杆菌。这是第一类被表征的腺苷酸环化酶。观察发现，缺乏葡萄糖的大肠杆菌会产生cAMP，它作为内部信号激活基因表达，使大肠杆菌摄取和代谢其他糖类。cAMP 通过结合转录因子CRP（cAMP受体蛋白）发挥这种作用。

### II 类
是炭疽杆菌、百日咳杆菌、铜绿假单胞菌和创伤弧菌等致病菌在感染过程中分泌的毒素。这些细菌还分泌其他蛋白质，使AC-II能够进入宿主细胞。外源性AC 会破坏正常的细胞过程。

### III 类
这类腺苷酸环化酶在人体细胞的信号传输中发挥重要作用，它们也存在于某些细菌中。大多数 AC-III 都是整合蛋白，参与将细胞外信号转化为细胞内反应。
环磷酸腺苷是真核细胞信号转导中的重要分子，即所谓的第二信使。腺苷酸环化酶通常由G蛋白激活或抑制。G蛋白与膜受体偶联，因此可以对激素或其他刺激作出反应。腺苷酸环化酶活化后，产生的cAMP充当第二信使，与其他蛋白质（如蛋白激酶A和环核苷酸门控离子通道）相互作用并进行调节。

### IV 类、V 类和VI 类
这些腺苷酸环化酶都在一些细菌中被发现。

## 功能
很多细胞外信号都通过G蛋白偶联受体影响腺苷酸环化酶的活性，进而改变细胞内的一种第二信使——环腺苷酸（cAMP）的浓度。通常来说，当G蛋白被激活后，活化的G蛋白α亚基激活腺苷酸环化酶，使细胞内环腺苷酸的浓度迅速增加，进而引起一系列反应。例如在肾上腺素促进肌肉细胞中糖原降解的信号通路中，cAMP浓度的增加激活蛋白激酶A（PKA），进而促进糖原的磷酸化、抑制糖原合成。
细胞中存在环腺苷酸磷酸二酯酶，它能够迅速地将环腺苷酸水解为单磷酸腺苷。因此，cAMP具有非常短的反应时间。